# Okręg wyborczy nr 32 do Sejmu Rzeczypospolitej Polskiej (1993–2001)
Okręg wyborczy nr 32 do Sejmu Rzeczypospolitej Polskiej (1993–2001) obejmował województwo pilskie. W ówczesnym kształcie został utworzony w 1993. Wybieranych było w nim 5 posłów w systemie proporcjonalnym.
Siedzibą okręgowej komisji wyborczej była Piła.

## Wyniki wyborów
| Podział 5 mandatów: SLD: 3 PSL: 1 UD: 1 |

| Podział 5 mandatów: SLD: 3 UW: 1 AWS: 1 |

## Reprezentanci okręgu
| Sejm | Rok  | Poseł KW                                  | Poseł KW                                  | Poseł KW                                  | Poseł KW                                  | Poseł KW                                  | Poseł KW                                  | Poseł KW                                  | Poseł KW                                  | Poseł KW                                  | Poseł KW                                  |
| ---- | ---- | ----------------------------------------- | ----------------------------------------- | ----------------------------------------- | ----------------------------------------- | ----------------------------------------- | ----------------------------------------- | ----------------------------------------- | ----------------------------------------- | ----------------------------------------- | ----------------------------------------- |
| II   | 1993 |                                           | M. Borowski SLD                           |                                           | B. Komorowski UD                          |                                           | W. Nowaczyk SLD                           |                                           | J. Kado PSL                               |                                           | R. Ajchler SLD                            |
| III  | 1997 |                                           | M. Borowski SLD                           | A. Szejnfeld UW                           |                                           | G. Piechowiak AWS                         | W. Nowaczyk SLD                           |                                           |                                           |                                           | R. Ajchler SLD                            |
| IV   | 2001 | okręg zniesiony – patrz okręgi nr 38 i 40 | okręg zniesiony – patrz okręgi nr 38 i 40 | okręg zniesiony – patrz okręgi nr 38 i 40 | okręg zniesiony – patrz okręgi nr 38 i 40 | okręg zniesiony – patrz okręgi nr 38 i 40 | okręg zniesiony – patrz okręgi nr 38 i 40 | okręg zniesiony – patrz okręgi nr 38 i 40 | okręg zniesiony – patrz okręgi nr 38 i 40 | okręg zniesiony – patrz okręgi nr 38 i 40 | okręg zniesiony – patrz okręgi nr 38 i 40 |

### Wybory parlamentarne 1993
| Komitet wyborczy                                      | Komitet wyborczy                                     | Głosów | %     | Mandaty | Wybrani posłowie                                   |
| ----------------------------------------------------- | ---------------------------------------------------- | ------ | ----- | ------- | -------------------------------------------------- |
|                                                       | Sojusz Lewicy Demokratycznej                         | 50 583 | 27,48 | 3       | Marek Borowski, Wojciech Nowaczyk, Romuald Ajchler |
|                                                       | Polskie Stronnictwo Ludowe                           | 30 143 | 16,38 | 1       | Jerzy Kado                                         |
|                                                       | Unia Demokratyczna                                   | 18 229 | 9,90  | 1       | Bronisław Komorowski                               |
|                                                       | Katolicki Komitet Wyborczy „Ojczyzna”                | 11 519 | 6,26  | –       |                                                    |
|                                                       | Samoobrona – Leppera                                 | 11 309 | 6,14  | –       |                                                    |
|                                                       | Unia Pracy                                           | 9351   | 5,08  | –       |                                                    |
|                                                       | Porozumienie Centrum                                 | 6706   | 3,64  | –       |                                                    |
|                                                       | Bezpartyjny Blok Wspierania Reform                   | 6661   | 3,62  | –       |                                                    |
|                                                       | Polskie Stronnictwo Ludowe – Porozumienie Ludowe     | 6586   | 3,58  | –       |                                                    |
|                                                       | Partia X                                             | 6355   | 3,45  | –       |                                                    |
|                                                       | Niezależny Samorządny Związek Zawodowy „Solidarność” | 5489   | 2,98  | –       |                                                    |
|                                                       | Kongres Liberalno-Demokratyczny                      | 5356   | 2,91  | –       |                                                    |
|                                                       | Unia Polityki Realnej                                | 4919   | 2,67  | –       |                                                    |
|                                                       | Konfederacja Polski Niepodległej                     | 4441   | 2,41  | –       |                                                    |
|                                                       | Koalicja dla Rzeczypospolitej                        | 2864   | 1,56  | –       |                                                    |
|                                                       | NOT Stowarzyszenia Techniczne                        | 1088   | 0,59  | –       |                                                    |
| Frekwencja: 56,74% Źródło: Państwowa Komisja Wyborcza |                                                      |        |       |         |                                                    |

Poniższa tabela przedstawia podział mandatów dla komitetów wyborczych na podstawie uzyskanych głosów, a następnie obliczonych ilorazów wyborczych na podstawie metody D’Hondta.
| Podział mandatów dla komitetów wyborczych na podstawie metody D’Hondta | Podział mandatów dla komitetów wyborczych na podstawie metody D’Hondta | Podział mandatów dla komitetów wyborczych na podstawie metody D’Hondta | Podział mandatów dla komitetów wyborczych na podstawie metody D’Hondta | Podział mandatów dla komitetów wyborczych na podstawie metody D’Hondta | Podział mandatów dla komitetów wyborczych na podstawie metody D’Hondta | Podział mandatów dla komitetów wyborczych na podstawie metody D’Hondta | Podział mandatów dla komitetów wyborczych na podstawie metody D’Hondta | Podział mandatów dla komitetów wyborczych na podstawie metody D’Hondta | Podział mandatów dla komitetów wyborczych na podstawie metody D’Hondta |
| Komitet wyborczy                                                       | Komitet wyborczy                                                       | Liczba głosów                                                          | Iloraz wyborczy                                                        | Iloraz wyborczy                                                        | Iloraz wyborczy                                                        | Iloraz wyborczy                                                        | Iloraz wyborczy                                                        | Mandaty                                                                | TP                                                                     |
| Komitet wyborczy                                                       | Komitet wyborczy                                                       | Liczba głosów                                                          | /1                                                                     | /2                                                                     | /3                                                                     | /4                                                                     | /5                                                                     | Mandaty                                                                | TP                                                                     |
| ---------------------------------------------------------------------- | ---------------------------------------------------------------------- | ---------------------------------------------------------------------- | ---------------------------------------------------------------------- | ---------------------------------------------------------------------- | ---------------------------------------------------------------------- | ---------------------------------------------------------------------- | ---------------------------------------------------------------------- | ---------------------------------------------------------------------- | ---------------------------------------------------------------------- |
|                                                                        | Sojusz Lewicy Demokratycznej                                           | 50 583                                                                 | 50 583                                                                 | 25 292                                                                 | 16 861                                                                 | 12 646                                                                 | 10 117                                                                 | 3                                                                      | 2,12                                                                   |
|                                                                        | Polskie Stronnictwo Ludowe                                             | 30 143                                                                 | 30 143                                                                 | 15 072                                                                 | 10 048                                                                 | 7536                                                                   | 6029                                                                   | 1                                                                      | 1,26                                                                   |
|                                                                        | Unia Demokratyczna                                                     | 18 229                                                                 | 18 229                                                                 | 9115                                                                   | 6076                                                                   | 4557                                                                   | 3646                                                                   | 1                                                                      | 0,76                                                                   |
|                                                                        | Unia Pracy                                                             | 9351                                                                   | 9351                                                                   | 4676                                                                   | 3117                                                                   | 2338                                                                   | 1870                                                                   | 0                                                                      | 0,39                                                                   |
|                                                                        | Bezpartyjny Blok Wspierania Reform                                     | 6661                                                                   | 6661                                                                   | 3331                                                                   | 2220                                                                   | 1665                                                                   | 1332                                                                   | 0                                                                      | 0,28                                                                   |
|                                                                        | Konfederacja Polski Niepodległej                                       | 4441                                                                   | 4441                                                                   | 2221                                                                   | 1480                                                                   | 1110                                                                   | 888                                                                    | 0                                                                      | 0,19                                                                   |
| Ogółem                                                                 | Ogółem                                                                 | 119 408                                                                | —                                                                      | —                                                                      | —                                                                      | —                                                                      | —                                                                      | 5                                                                      | 5                                                                      |

### Wybory parlamentarne 1997
| Komitet wyborczy                                      | Komitet wyborczy                          | Głosów | %     | Mandaty | Wybrani posłowie                                   |
| ----------------------------------------------------- | ----------------------------------------- | ------ | ----- | ------- | -------------------------------------------------- |
|                                                       | Sojusz Lewicy Demokratycznej              | 66 177 | 40,08 | 3       | Marek Borowski, Romuald Ajchler, Wojciech Nowaczyk |
|                                                       | Akcja Wyborcza Solidarność                | 37 638 | 22,80 | 1       | Grzegorz Piechowiak                                |
|                                                       | Unia Wolności                             | 20 792 | 12,59 | 1       | Adam Szejnfeld                                     |
|                                                       | Polskie Stronnictwo Ludowe                | 12 275 | 7,43  | –       |                                                    |
|                                                       | Ruch Odbudowy Polski                      | 7585   | 4,59  | –       |                                                    |
|                                                       | Krajowa Partia Emerytów i Rencistów       | 6797   | 4,12  | –       |                                                    |
|                                                       | Unia Pracy                                | 6139   | 3,72  | –       |                                                    |
|                                                       | Krajowe Porozumienie Emerytów i Rencistów | 2910   | 1,76  | –       |                                                    |
|                                                       | Unia Prawicy Rzeczypospolitej             | 2231   | 1,35  | –       |                                                    |
|                                                       | Blok dla Polski                           | 1290   | 0,78  | –       |                                                    |
|                                                       | Przymierze Samoobrona                     | 1278   | 0,77  | –       |                                                    |
| Frekwencja: 49,81% Źródło: Państwowa Komisja Wyborcza |                                           |        |       |         |                                                    |

Poniższa tabela przedstawia podział mandatów dla komitetów wyborczych na podstawie uzyskanych głosów, a następnie obliczonych ilorazów wyborczych na podstawie metody D’Hondta.
| Podział mandatów dla komitetów wyborczych na podstawie metody D’Hondta | Podział mandatów dla komitetów wyborczych na podstawie metody D’Hondta | Podział mandatów dla komitetów wyborczych na podstawie metody D’Hondta | Podział mandatów dla komitetów wyborczych na podstawie metody D’Hondta | Podział mandatów dla komitetów wyborczych na podstawie metody D’Hondta | Podział mandatów dla komitetów wyborczych na podstawie metody D’Hondta | Podział mandatów dla komitetów wyborczych na podstawie metody D’Hondta | Podział mandatów dla komitetów wyborczych na podstawie metody D’Hondta | Podział mandatów dla komitetów wyborczych na podstawie metody D’Hondta | Podział mandatów dla komitetów wyborczych na podstawie metody D’Hondta |
| Komitet wyborczy                                                       | Komitet wyborczy                                                       | Liczba głosów                                                          | Iloraz wyborczy                                                        | Iloraz wyborczy                                                        | Iloraz wyborczy                                                        | Iloraz wyborczy                                                        | Iloraz wyborczy                                                        | Mandaty                                                                | TP                                                                     |
| Komitet wyborczy                                                       | Komitet wyborczy                                                       | Liczba głosów                                                          | /1                                                                     | /2                                                                     | /3                                                                     | /4                                                                     | /5                                                                     | Mandaty                                                                | TP                                                                     |
| ---------------------------------------------------------------------- | ---------------------------------------------------------------------- | ---------------------------------------------------------------------- | ---------------------------------------------------------------------- | ---------------------------------------------------------------------- | ---------------------------------------------------------------------- | ---------------------------------------------------------------------- | ---------------------------------------------------------------------- | ---------------------------------------------------------------------- | ---------------------------------------------------------------------- |
|                                                                        | Sojusz Lewicy Demokratycznej                                           | 66 177                                                                 | 66 177                                                                 | 33 089                                                                 | 22 059                                                                 | 16 544                                                                 | 13 235                                                                 | 3                                                                      | 2,29                                                                   |
|                                                                        | Akcja Wyborcza Solidarność                                             | 37 638                                                                 | 37 638                                                                 | 18 819                                                                 | 12 546                                                                 | 9410                                                                   | 7528                                                                   | 1                                                                      | 1,30                                                                   |
|                                                                        | Unia Wolności                                                          | 20 792                                                                 | 20 792                                                                 | 10 396                                                                 | 6931                                                                   | 5198                                                                   | 4158                                                                   | 1                                                                      | 0,72                                                                   |
|                                                                        | Polskie Stronnictwo Ludowe                                             | 12 275                                                                 | 12 275                                                                 | 6138                                                                   | 4092                                                                   | 3069                                                                   | 2455                                                                   | 0                                                                      | 0,42                                                                   |
|                                                                        | Ruch Odbudowy Polski                                                   | 7585                                                                   | 7585                                                                   | 3793                                                                   | 2528                                                                   | 1896                                                                   | 1517                                                                   | 0                                                                      | 0,26                                                                   |
| Ogółem                                                                 | Ogółem                                                                 | 144 467                                                                | —                                                                      | —                                                                      | —                                                                      | —                                                                      | —                                                                      | 5                                                                      | 5                                                                      |